# Prosopocera alboplagiata
Prosopocera alboplagiata là một loài bọ cánh cứng trong họ Cerambycidae.